# 신준우
신준우(申峻宇, 2001년 6월 21일 ~ )는 전 KBO 리그 키움 히어로즈의 내야수이다.

## 아마추어 시절
대구수창초등학교 시절부터 야구를 시작했다. 대구 경운중학교 시절 15세 이하 대한민국 야구 국가대표팀에 선발돼 2016년 U-15 야구 월드컵에 참가했다. 국가대표에 발탁될 정도의 실력과 내야 전 포지션 수비가 가능해 여러 고등학교에서 스카우팅 제의가 들어왔다. 대구고 시절 장타력과 수비력에서 높은 평가를 받았고, 2019년 18세 이하 청소년 야구 월드컵 대표팀에 발탁돼 동메달을 획득했다.

## 한국 프로야구 시절

### 키움 히어로즈시절
2020년에 입단하였다. 입단 당시 고양 히어로즈 스프링캠프에 참가할 예정이었으나 출국 전 계단에서 넘어지며 무릎 부상을 당해 참가하지 못했다. 재활을 거쳐 10월에 처음으로 퓨처스리그에 출전했다.
2021년에는 스프링캠프에 합류했으며 김휘집과 함께 유격수 훈련을 했다. 개막전 엔트리 명단에 포함됐고, 개막전 당일인 4월 3일 삼성 라이온즈와의 경기에 출전하며 데뷔 첫 경기를 치렀고, 경기 후반에 대주자로 교체돼 타석에는 들어서지 못했다. 4월 11일 롯데전에서 데뷔 후 첫 득점을 기록했다. 시즌 초반에는 주로 대수비 위주로 나왔으나 10월부터 주전 유격수였던 김혜성이 수비 위치를 2루수로 옮기면서 김휘집과 함께 유격수를 맡았으며 한 달 간 12경기 선발 출전했다. 이 해에 총 56경기 출전해 51타석 타율 0.167을 기록했다.
2022년 시즌 개막전에는 김주형이 선발 유격수로 나왔고, 시즌이 진행되며 김주형, 김휘집과 함께 유격수 주전 경쟁을 했으나 김휘집에 밀려 시즌 후반에는 대수비로 자주 나왔다. 2022년 준플레이오프 엔트리에 포함됐으며 1차전에서 선발 유격수로 나왔다. 경기에서 호수비를 보여주며 팀의 승리에 기여했다. 하지만 3차전 경기에서는 3실책을 기록하며 교체됐다. 이는 역대 5번째 포스트시즌 한 경기 3실책이었다. 2022년 한국시리즈 4차전에 선발로 나왔다. 경기에서 3타수 2안타, 2타점을 기록하며 팀의 승리에 기여했다.

## 호주 프로야구 시절
2022년에 질롱 코리아에 입단하였다.

## 개인사
- 그의 형인 신준영은 대구상원고등학교 졸업 후 성균관대학교에서 투수로 활동했으나 프로에 지명되지 못했다.

## 출신 학교
- 대구수창초등학교
- 대구 경운중학교
- 대구고등학교

## 통산 기록
| 연도 | 팀명  | 타율  | 경기 | 타수 | 득점 | 안타 | 2루타 | 3루타 | 홈런 | 루타 | 타점 | 도루 | 도실 | 볼넷 | 사구 | 삼진 | 병살 | 실책 |
| ---- | ----- | ----- | ---- | ---- | ---- | ---- | ----- | ----- | ---- | ---- | ---- | ---- | ---- | ---- | ---- | ---- | ---- | ---- |
| 2021 | 키움  | 0.167 | 56   | 42   | 7    | 7    | 3     | 0     | 0    | 10   | 4    | 0    | 1    | 4    | 3    | 21   | 1    | 5    |
| 2022 | 키움  | 0.140 | 76   | 43   | 6    | 6    | 3     | 0     | 0    | 9    | 0    | 0    | 0    | 7    | 2    | 19   | 0    | 2    |
| 2023 | 키움  | 0.111 | 24   | 18   | 4    | 0    | 2     | 0     | 0    | 2    | 0    | 0    | 0    | 0    | 1    | 5    | 0    | 2    |
| 통산 | 3시즌 | 0.146 | 156  | 103  | 17   | 13   | 8     | 0     | 0    | 21   | 4    | 0    | 1    | 11   | 6    | 45   | 1    | 9    |